# COROT-7
COROT-7 es una estrella enana naranja de secuencia principal no identificada de una magnitud de 12. Se ha informado de que es una estrella de tipo k con una temperatura de 5.300 K.

## Sistema planetario
Se ha descubierto orbitando en torno a la estrella un planeta extrasolar conocido como COROT-7b. El descubrimiento se realizó mediante el método del tránsito astronómico por el satélite COROT. Lo más destacado de este planeta es su pequeño tamaño, algo menos de 5 veces la masa terrestre.
Con posterioridad se ha informado del descubrimiento de un segundo planeta, COROT-7c.
| Acompañante (En orden desde la estrella) | Masa (MJ)       | Período orbital (días) | Semieje mayor (UA) | Excentricidad |
| ---------------------------------------- | --------------- | ---------------------- | ------------------ | ------------- |
| b                                        | 0,0151          | 0,853585 ± 0,000024    | 0,0172 ± 0,00029   | 0             |
| c                                        | 0,0264 ± 0,0028 | 3,698 ± 0,003          | 0,0046             | 0             |